# Ведяков, Анатолий Степанович
Анатолий Степанович Ведяков (21 декабря 1930, Москва — 2009) — советский легкоатлет (спортивная ходьба), чемпион и призёр чемпионатов СССР. Заслуженный мастер спорта СССР (1965).

## Биография
Выступал за спортивное общество «Динамо» (Москва).
В 1955 году выполнил норматив мастера спорта СССР.
Рекордсмен СССР и мира в ходьбе на 20 и 50 км, 50 миль и двухчасовой ходьбе.
Участвовал в летних Олимпийских играх 1960 года в Риме и 1964 года в Токио.

## Спортивные результаты
- Чемпионат СССР по лёгкой атлетике 1955 года:
  - Спортивная ходьба на 50 километров — ;
- Чемпионат СССР по лёгкой атлетике 1957 года:
  - Спортивная ходьба на 20 километров — ;
  - Спортивная ходьба на 50 километров — ;
- Лёгкая атлетика на летней Спартакиаде народов СССР 1959 года:
  - Спортивная ходьба на 20 километров — ;
  - Спортивная ходьба на 50 километров —  (4:03:53 — мировой рекорд);
- Чемпионат СССР по лёгкой атлетике 1960 года:
  - Спортивная ходьба на 20 километров — ;
- Чемпионат СССР по лёгкой атлетике 1961 года:
  - Спортивная ходьба на 50 километров — ;
- Чемпионат СССР по лёгкой атлетике 1962 года:
  - Спортивная ходьба на 20 километров — ;
- Лёгкая атлетика на летней Спартакиаде народов СССР 1963 года:
  - Спортивная ходьба на 20 километров — ;
  - Спортивная ходьба на 50 километров — ;
- Чемпионат СССР по лёгкой атлетике 1964 года:
  - Спортивная ходьба на 50 километров — ;
- Чемпионат СССР по лёгкой атлетике 1966 года:
  - Спортивная ходьба на 20 километров — ;

На Олимпийских играх 1960 года в Риме на дистанции 50 км был 9-м. На следующей Олимпиаде в Токио на той же дистации занял 7 место.